# Igreja da Ordem Terceira da Santíssima Trindade

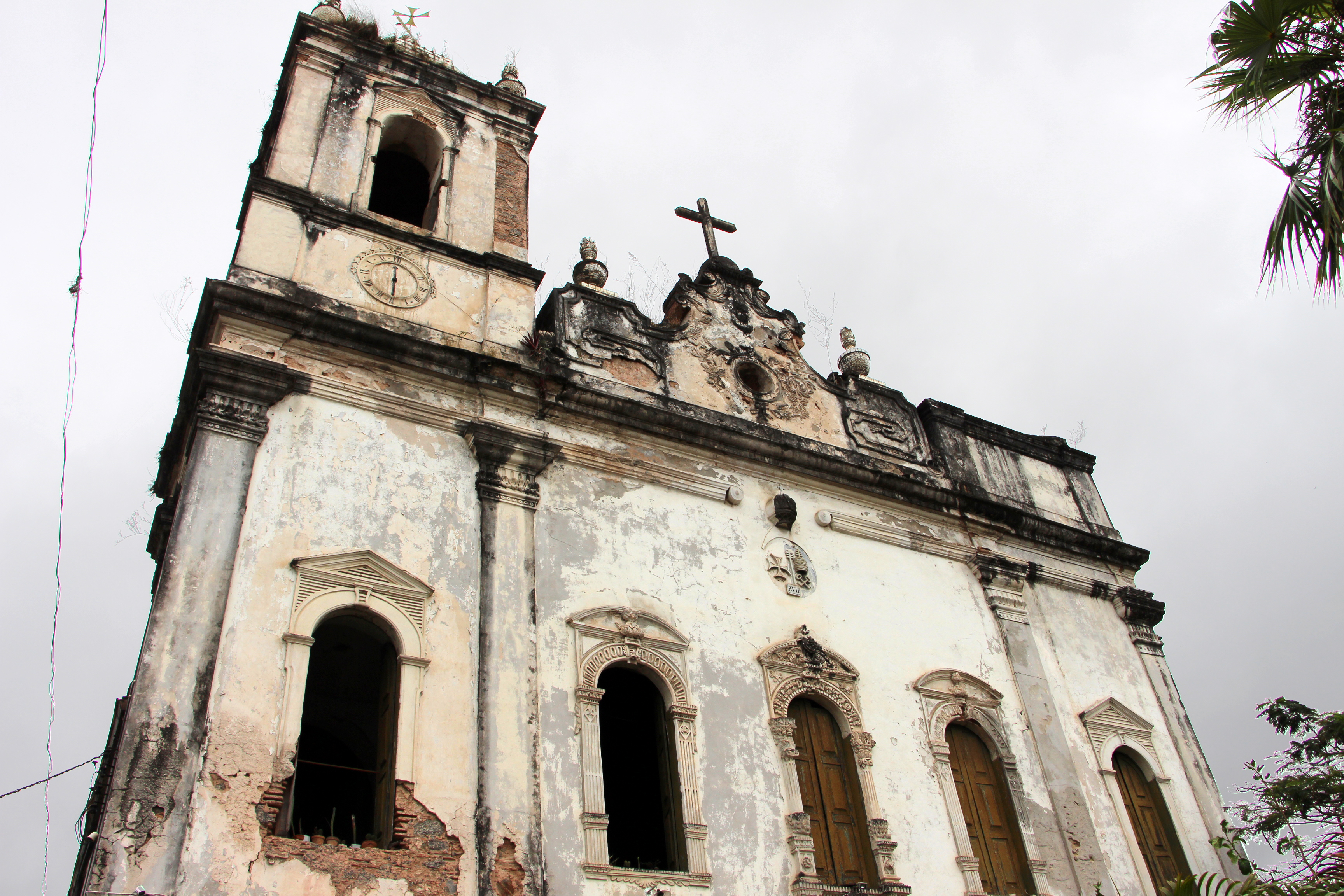
Fachada

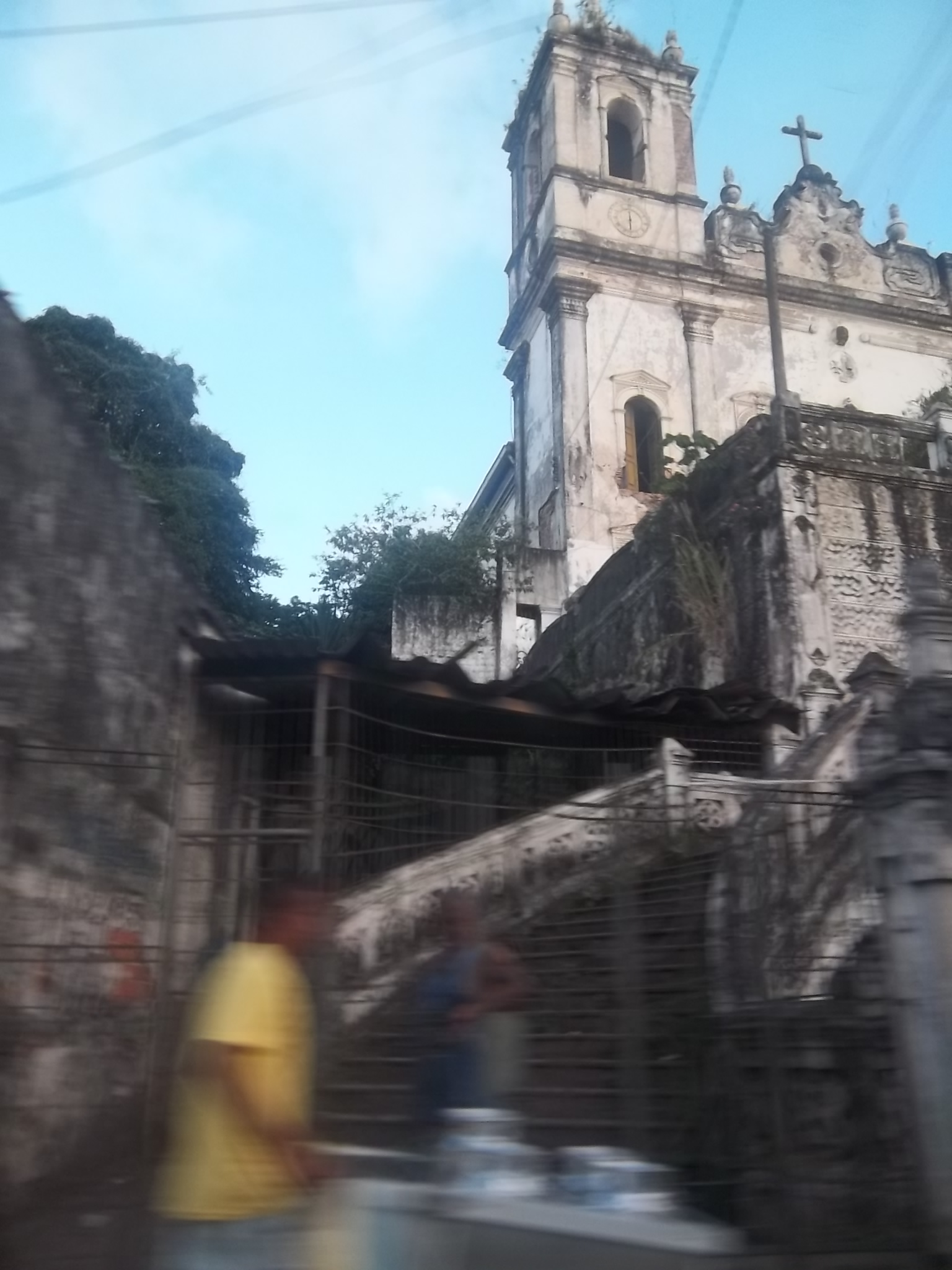
Escadaria que dá acesso à Igreja da Ordem Terceira da Santíssima Trindade, em Salvador.

A Igreja da Ordem Terceira da Santíssima Trindade é um templo católico romano abandonado localizado no bairro de Água de Meninos, na Cidade Baixa, em Salvador, na Bahia. Construída como capela em 1733 e ampliada para o formato atual em 1739, a igreja foi abandonada pela Arquidiocese de São Salvador em 1990. O templo ficou fechado durante dez anos. Desde 2000, é ocupado por um grupo de moradores de rua conhecido como Comunidade da Trindade.

## História
Em 1733, a Irmandade do Rosário e Santíssima Trindade arrendou um terreno da paróquia de Santo Antônio Além do Carmo para a construção de uma capela sob a invocação de Nossa Senhora do Rosário e da Santíssima Trindade. Esse templo foi erguido na ladeira que dá acesso ao bairro de Água de Meninos; acredita-se que ainda existam restos desta primeira construção no local. Em 1739, a Irmandade optou por construir uma igreja maior no local atual. Em seu prospecto de 1800, Luís dos Santos Vilhena indica que a edificação era conhecida como Igreja do Rosário. Nesse prospecto, a Igreja é apresentada ainda sem torres, sendo então uma capela da paróquia local.
Em 1806, uma bula do papa Pio VII, extinguiu a Irmandade do Rosário e Santíssima Trindade, criando, em seu lugar, a Ordem Terceira da Santíssima Trindade e Redenção dos Cativos. Em 1877, a Ordem obteve do governo da Bahia a doação do cemitério do Bom Jesus e terrenos anexos. Em 1888, a Igreja foi consumida por um incêndio, que deixou apenas as paredes externas intactas. Em 1968, a torre direita desmoronou. Em 1990, foi realizada a última celebração eucarística no local e, logo em seguida, a igreja ficou completamente abandonada durante dez anos.
Em 2000, o monge católico Henrique Peregrino organizou uma peregrinação a Salvador e colocou a Igreja da Trindade em seu roteiro. Entretanto, ao chegar ao local, ele e os demais peregrinos encontraram o templo fechado. Ele procurou o responsável pela igreja para "ver a possibilidade de abri-la para a oração" e "se poderíamos morar aqui para devolver o culto à Trindade e para acolher as pessoas de rua". Segundo Peregrino, cerca de 100 pessoas são acolhidas todos os anos pela Comunidade da Trindade. Desde 2007, o grupo edita o jornal Aurora da Rua, que possui tiragem de 10.000 exemplares e é publicado a cada dois meses. O jornal visa gerar renda para os moradores de rua.

## Características

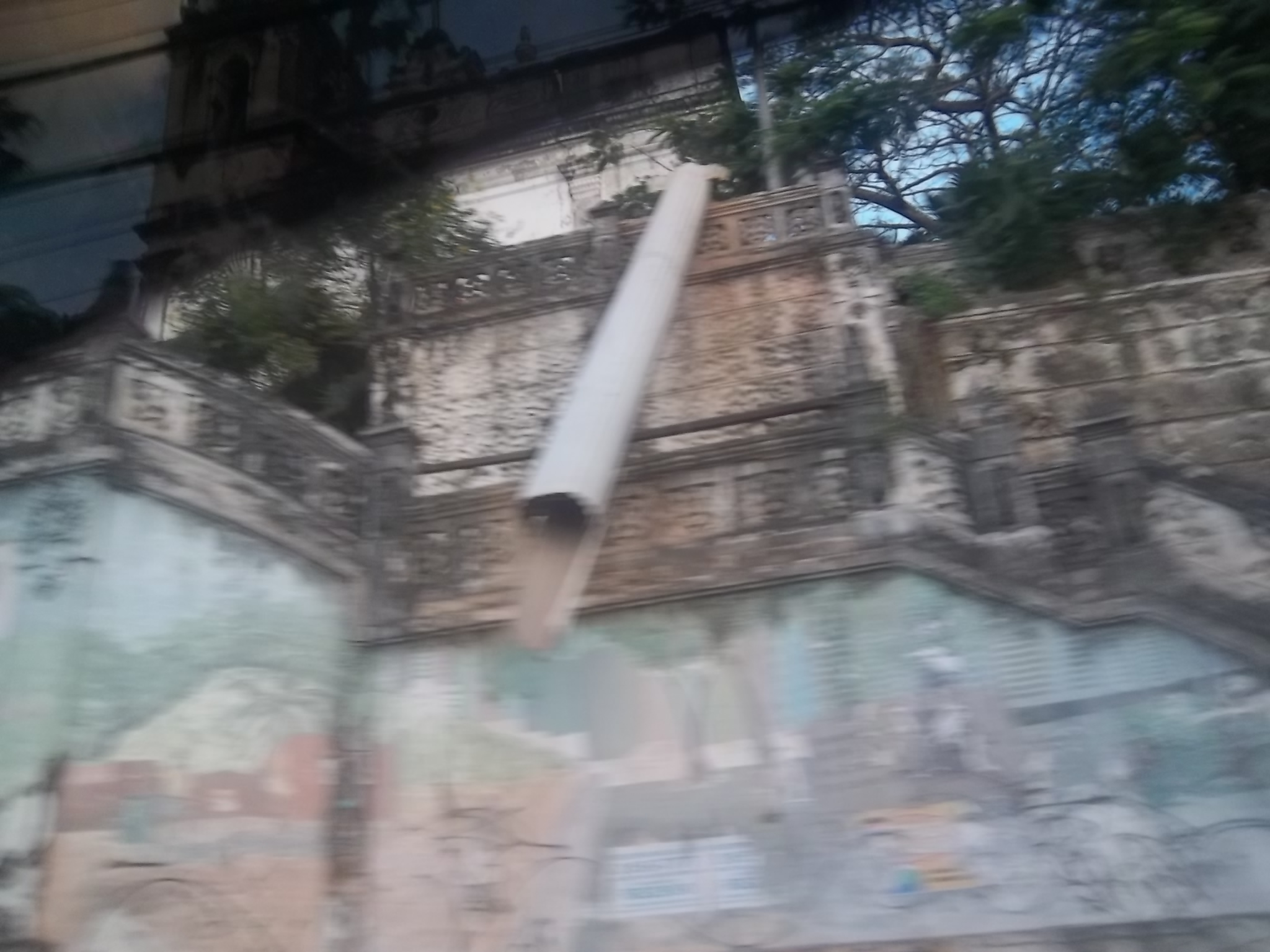
Poste caído evidenciando a deterioração na fachada da Igreja da Ordem Terceira da Santíssima Trindade em novembro de 2017.

A igreja, localizada na Avenida Jequitáia – próximo ao Mercado do Peixe de Água de Meninos – e acessada por uma escadaria, possui três naves e sua fachada conta com elementos rococó e neoclássico, embora esta tenha se descaracterizado após o incêndio de 1888, reformas mal planejadas e executadas e pelo desabamento da torre direita em 1968. Segundo informações do Instituto do Patrimônio Artístico e Cultural da Bahia (IPAC), o edifício foi "prejudicado pela inserção de elementos não condizentes como lajes de concreto nas galerias". Já não possui mais janelas e suas imagens – "da Santíssima Trindade, em madeira, Nossa Senhora dos Remédios e muitas outras de menor importância", segundo o IPAC – foram recolhidas por membros da Irmandade devido ao estado de deterioração da edificação. Os membros da Comunidade da Trindade promoveram pequenos restauros no local e, no altar, incluíram adornos, imagens e elementos religiosos das diversas crenças presentes em Salvador.
Localiza-se num terraplano na aba da encosta que divide a Cidade Alta da Cidade Baixa. No entorno da igreja há um sítio onde existem 20 casas, algumas das quais podem ser alugadas ou disponibilizadas para os membros da Comunidade da Trindade.

## A Comunidade da Trindade

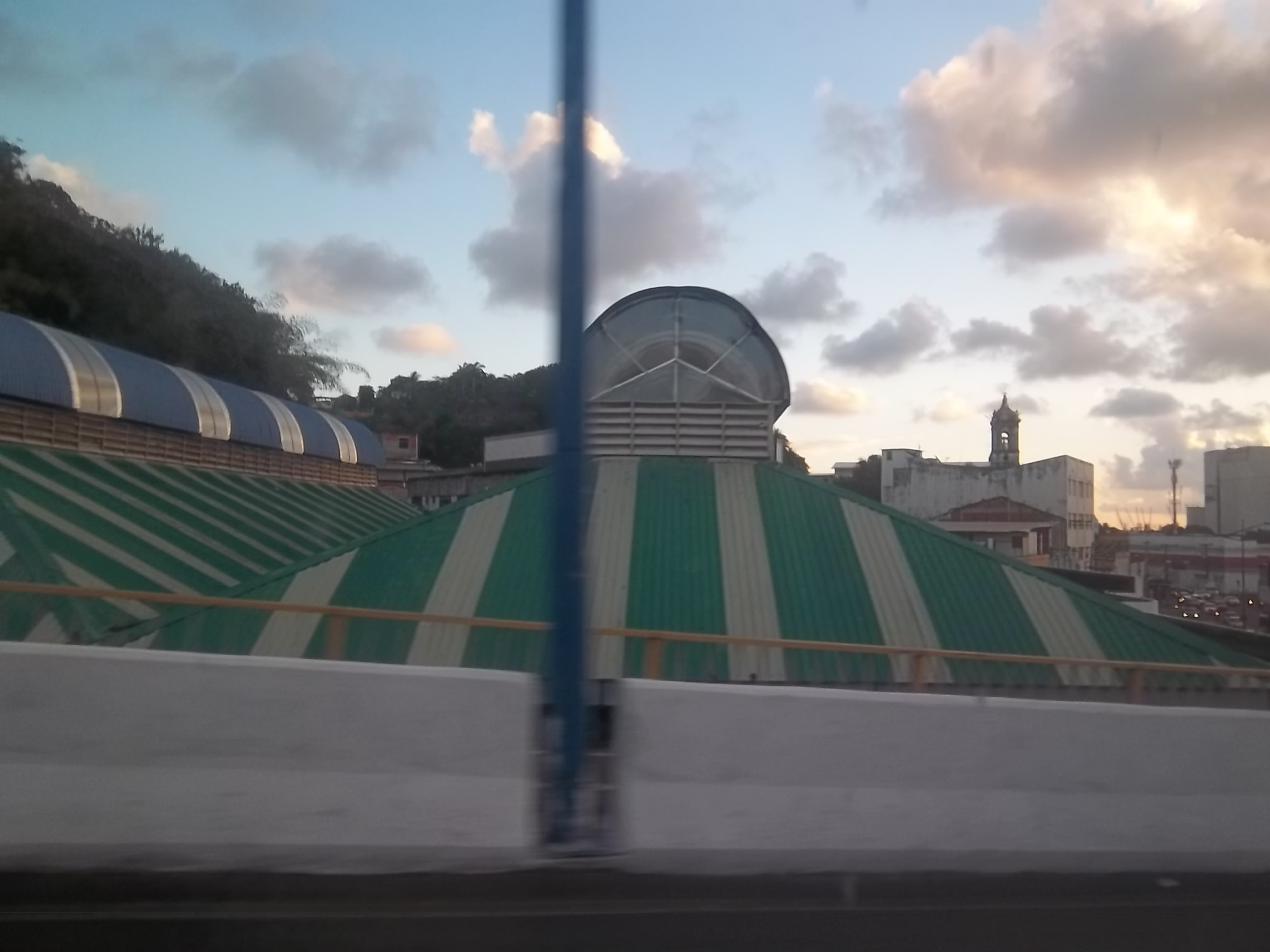
Mercado do Peixe de Água de Meninos. É possível ver a torre da Igreja da Ordem Terceira da Santíssima Trindade ao fundo.

A Comunidade da Trindade é um grupo da sociedade civil organizada que presta atendimento à população de rua do Centro Histórico de Salvador. Fundada pelo monge católico Henrique Peregrino, recusa o rótulo de organização não governamental, considerando que sua filosofia e ação se diferenciam do enquadramento das ONGs. Participam da Comunidade da Trindade 45 moradores fixos, além de um quantitativo de 50 a 60 pessoas em situação de rua que participam dos cultos ecumênicos e banquetes realizados às quintas-feiras. O alimento é preparado pelos moradores, as refeições são feitas em grupo e a manutenção e a limpeza dos ambientes de convivência é compartilhada. Embora atenda, em sua maioria, adultos, a Comunidade da Trindade mantém um projeto voltado especificamente para o atendimento de jovens. Este projeto conta com uma equipe formada por sete educadores e dois terapeutas, atendendo em média 50 a 60 pessoas por dia, realizando um total de 1.200 atendimentos por mês.
A Comunidade visa à superação da situação de rua de seus membros através da adoção de um programa de cinco passos. O primeiro passo é o do alimento: trata-se de saciar a fome, alimentar, compartilhar a refeição e participar no preparo das mesmas, pondo fim à mendicância por comida. O segundo passo diz respeito ao acolhimento dos recém chegados, independente de sua situação – estes poderão ser hóspedes ou membros da Comunidade. O terceiro passo é o cuidar: investir tempo na regularização da documentação civil do morador de rua e/ou no restabelecimento de sua saúde. O quarto passo compreende a conquista do sustento via geração de renda: os membros da Comunidade produzem arte sacra e cultivam flores e frutos para a venda, fazem a coleta de papelão para a reciclagem e vendem o jornal Aurora da Rua, produzido por eles mesmos. Há também casos em que eles se inserem no mercado formal de trabalho através de convênios da Comunidade com empresas privadas. O quinto e último passo é o da moradia e representa a ruptura com a situação de rua.